# ロックン・ミーハー
ロックン・ミーハーは、1986年10月7日から1992年9月27日まで、TBCラジオ（東北放送）で放送されていたラジオ番組。パーソナリティは佐々木真奈美。

## 概要
中学生・高校生向けの音楽情報番組。自らもロックバンド『オレンジジュース』のボーカリストをしていた佐々木真奈美がボーカリストとしての視点も活かしながら、毎回ゲストに迎えた日本のアーティストのどこかに触りながらインタビューするという、タイトル通り「ミーハー」さをコンセプトに盛り込んだ番組である。あまり音楽のことに迫るよりも、佐々木自身がいちファンとしてアーティストの普段の様子を伝えていた。本番組1年目の当時から、チェッカーズ、レベッカ、PINK、山下久美子、吉川晃司、カールスモーキー石井（米米CLUB）等々当時のトップアーティストをゲストに迎えていた。なお佐々木はこれがラジオでの初レギュラー番組である。佐々木はこの当時、この番組作りの意味も兼ねて多い時で一か月に10回ほどコンサートに行っていたこともあった。
「間接キッスグッズプレゼント」が名物企画として有り、これはゲストが飲んだコーヒーの紙コップなどゲストのどこかの部分が触れた品物をそのゲストのサイン入りでリスナーにプレゼントするというものである。
放送時間は最初の1年半の間は改編ごとに放送時間が変わり、1987年10月から1988年3月までの間のみ時間が拡大して55分番組で放送されていたが、1988年4月からは毎週日曜日23:30〜24:00枠で定着、更にこの時から、1988年3月で終了した『キャリア・カレッジ キャンパスビート』から学校法人菅原学園提供枠を引き継いて菅原学園の単独提供となり、正式タイトルも「キャリア・カレッジ ロックンミーハー」となった。

## 放送時間の変遷
- 火曜日 22:30〜23:00 （1986年10月7日〜1987年3月）
- 木曜日 22:30〜23:00 （1987年4月〜1987年9月）
- 日曜日 24:05〜25:00 （1987年10月〜1988年3月）
- 日曜日 23:30〜24:00 （1988年4月〜1992年9月27日）